# Barbara Rhoades
Barbara Rhoades (ur. 23 marca 1946 w Poughkeepsie) – amerykańska aktorka filmowa. Najbardziej znana z roli kobiety-rewolwerowca Penelope "Bad Penny" Cushings w filmie Najgorszy rewolwerowiec Dzikiego Zachodu (1968).
Urodziła się w 1946 roku w Poughkeepsie (stan Nowy Jork), w którym się wychowała. Ukończyła Our Lady of Lourdes High School. Od dziecka interesowała się tańcem. Odznaczała się wysokim wzrostem.
Jako aktorka zadebiutowała w latach 60. XX wieku, grając gościnnie w licznych serialach telewizyjnych. W 1989 został wybrana do roli Jessiki Gardner w serialu telewizyjnym Pokolenia. Pojawiała się też w licznych filmach kinowych, z których najbardziej znany jest western komediowy Najgorszy rewolwerowiec Dzikiego Zachodu.

## Filmografia (wybór)
- 1968: Najgorszy rewolwerowiec Dzikiego Zachodu
- 1986: To znowu ty?
- 1989: Pokolenia